# فردریک لویی
فریتز هاینریش لویی (۲۸ ژانویه ۱۸۸۵ – ۵ اکتبر ۱۹۵۰)، که در سال‌های آخر عمرش به عنوان فردریک هنری لویی شناخته می‌شد، یک متخصص نورولوژی آمریکایی، آلمانی الاصل بود. او بیشتر به دلیل کشف اجسام لویی شناخته شده که مشخصه بیماری پارکینسون و زوال عقل با اجسام لویی است.
لویی در ۲۸ ژانویه ۱۸۸۵ در یک خانواده یهودی در برلین آلمان به دنیا آمد. او در برلین و زوریخ آموزش دید و در سال ۱۹۱۰ از برلین فارغ‌التحصیل شد. او در آزمایشگاه آلویز آلزایمر مونیخ کار کرد و با هانس گرهارد کروتسفلد (۱۸۸۵–۱۹۶۴)، آلفونس ماریا یاکوب (۱۸۸۴–۱۹۳۱) و اوگو چرلتی (۱۸۷۷–۱۹۶۳) معاصر بود. در سال ۱۹۳۳ از آلمان نازی گریخت و به ایالات متحده نقل مکان کرد. لویی در ۵ اکتبر ۱۹۵۰ در سن ۶۵ سالگی در هاورفرد، پنسیلوانیا درگذشت.

## فعالیت
لویی به عنوان کاشف اجسام لویی، یک نوع خاص از ورودی‌های پروتئین در سلول‌های سیستم عصبی، شناخته شده‌است. در سال ۱۹۱۲، یافته‌هایی از اجسام انکلوزیونی درگیر در عصب واگ، هسته بازالیس و سایر نواحی مغز را به وسیله کالبد‌شکافی مغز به دست آورد و دریافت که این موارد به‌طور خاص در بیماری پارکینسون وجود دارند. طی بررسی‌های آینده‌اش متوجه تأثیر این اجسام در برخی از موارد زوال عقل شد که در بخش‌های قشری و زیرقشری مغز دیده می‌شوند.